# Listă de monumente din Beijing
| Nume                                                         | Hotärire | District/Loc            | vezi si | image |
| ------------------------------------------------------------ | -------- | ----------------------- | --- | ----- |
| Beijing daxue honglou 北京大学红楼                           | 1-8      | Beijing shi 北京市      | Clădirea roșie istorică a Universității din Beijing                                                                                      |       |
| Lugou qiao 卢沟桥                                            | 1-24     | Beijing shi 北京市      | Podul Marco-Polo |       |
| Tian'anmen 天安门                                            | 1-30     | Beijing shi 北京市      | Poarta păcii cerului |       |
| Renmin yingxiong jinianbei 人民英雄纪念碑                    | 1-33     | Beijing shi 北京市      | Monumentul eroilor poporului chinez |       |
| Fangshan Yunjusi ta ji shijing 房山云居寺塔及石经            | 1-66     | Beijing shi 北京市      | Pagodă și piatră scrisă în templul Yunju cartierul Fangshan                                                                              |       |
| Miaoyingsi Baita 妙应寺白塔                                  | 1-74     | Beijing shi 北京市      | Pagodă albă în Mânăstirea Miaoying (Templul pagodei albe)                                                                                |       |
| Zhenjuesi jingang baozuo 真觉寺金刚宝座 (Wutasi ta 五塔寺塔) | 1-75     | Beijing shi 北京市      | Tron cu diamante în Templul Zhenjue (Templul cu 5 pagode)                                                                                |       |
| Juyongguan yuntai 居庸关云台                                 | 1-98     | Beijing shi 北京市      | Terasa norilor din Juyongguan |       |
| Gugong 故宫                                                  | 1-100    | Beijing shi 北京市      | Orașul interzis (Palatul Imperial Chinezesc)                                                                                             |       |
| Wanli changcheng - Badaling 万里长城—八达岭                  | 1-101    | Yanqing xian 延庆县     | Marele zid chinezesc la Badaling |       |
| Tiantan 天坛                                                 | 1-105    | Beijing shi 北京市      | Templul cerului |       |
| Beihai ji Tuancheng 北海及团城                               | 1-106    | Beijing shi 北京市      | Parcul Beihai și Orașul rotund |       |
| Zhihuasi 智化寺                                              | 1-110    | Beijing shi 北京市      | Templul Zhihua |       |
| Guozijian 国子监                                             | 1-113    | Beijing shi 北京市      | Academia imperială Beijing |       |
| Yonghe gong 雍和宫                                           | 1-114    | Beijing shi 北京市      | Templul Yonghe |       |
| Yiheyuan 颐和园                                              | 1-122    | Beijing shi 北京市      | Palatul de vară |       |
| Zhoukoudian yizhi 周口店遗址                                 | 1-136    | Beijing shi 北京市      | Zhoukoudian |       |
| Shisan ling 十三陵                                           | 1-178    | Beijing shi 北京市      | Morminte ale dinastiei Ming |       |
| Beijing Song Qingling guju 北京宋庆龄故居                    | 2-9      | Beijing shi 北京市      | Vechea reședință a lui Song Qingling |       |
| Huangshicheng 皇史宬                                         | 2-29     | Beijing shi 北京市      | Arhiva imperială |       |
| Beijing gu guanxiangtai 北京古观象台                         | 2-32     | Beijing shi 北京市      | Vechiul Observator din Beijing |       |
| Beijing cheng Dongnan jiaolou 北京城东南角楼                 | 2-35     | Beijing shi 北京市      | Turnul din colțul de sud-est (Fortificația orașului Beijing)                                                                             |       |
| Gongwang fu ji huayuan 恭王府及花园                          | 2-40     | Beijing shi 北京市      | Reședința și grădina prințului Gong |       |
| Guo Moruo guju 郭沫若故居                                    | 3-40     | Beijing shi 北京市      | Fosta casă a lui Guo Moruo |       |
| Zhengyang men 正阳门                                         | 3-63     | Beijing shi 北京市      | Poarta Zhengyang |       |
| Taimiao 太庙                                                 | 3-80     | Beijing shi 北京市      | Templul familiei imperiale |       |
| Beijing sheji tan 北京社稷坛                                 | 3-81     | Beijing shi 北京市      | Altarul zeului ogoarelor și al fructelor de câmp (Shejitan)                                                                              |       |
| Beijing Kongmiao 北京孔庙                                    | 3-82     | Beijing shi 北京市      | Templul lui Confucius |       |
| Chongli zhuzhai 崇礼住宅                                     | 3-91     | Beijing shi 北京市      | Reședința lui Chong Li |       |
| Fahai si 法海寺                                              | 3-119    | Beijing shi 北京市      | Templul Fahai |       |
| Niujie libaisi 牛街礼拜寺                                    | 3-134    | Beijing shi 北京市      | Moscheea Niujie |       |
| Beijing Tianningsi ta 北京天宁寺塔                           | 3-150    | Beijing shi 北京市      | Pagodă în templul Tianning |       |
| Yinshan ta lin 银山塔林                                      | 3-153    | Beijing shi 北京市      | Pagodele Yinshan |       |
| Liulihe yizhi 琉璃河遗址                                     | 3-201    | Beijing shi 北京市      | Situl Liulihe (capitala Yan din dinastia Zhou)                                                                                           |       |
| Yuanmingyuan yizhi 圆明园遗址                                | 3-221    | Beijing shi 北京市      | Vechiul palat de vară |       |
| Jietai si 戒台寺                                             | 4-94     | Beijing shi 北京市      | Templul Jietai |       |
| Beijing Dongyue miao 北京东岳庙                              | 4-113    | Beijing shi 北京市      | Templul Dongyue |       |
| Dagaoxuandian 大高玄殿                                       | 4-128    | Beijing shi 北京市      | Templul daoist Dagaoxuandian |       |
| Lidai diwang miao 历代帝王庙                                 | 4-129    | Beijing shi 北京市      | Lidai diwang miao (Templul domnului trecutului)                                                                                          |       |
| Beijing gulou, zhonglou 北京鼓楼、 钟楼                      | 4-130    | Beijing shi 北京市      | Turnul de tobe și Turnul cu clopote |       |
| Nantang 南堂                                                 | 4-165    | Beijing shi 北京市      | Catedrala primirii neprihănite |       |
| Juesheng si 觉生寺                                           | 4-166    | Beijing shi 北京市      | Templul Juesheng |       |
| Jin zhongdu shuiguan yizhi 金中都水关遗址                    | 5-1      | Beijing shi 北京市      | Zona capitalei mijlocii din perioada Jin                                                                                                 |       |
| Jingtai ling 景泰陵                                          | 5-145    | Beijing shi 北京市      | Mausoleul Jingtai |       |
| Tanzhe si 潭柘寺                                             | 5-195    | Beijing shi 北京市      | Templul Tanzhe |       |
| Beijing keyuan 北京可园                                      | 5-196    | Beijing shi 北京市      | Grădinile Keyuan |       |
| Fuwang fu 孚王府                                             | 5-197    | Beijing shi 北京市      | Reședința prințului Fu |       |
| Jingshan 景山                                                | 5-198    | Beijing shi 北京市      | Jingshan |       |
| Beijing Baiyunguan 北京白云观                                | 5-199    | Beijing shi 北京市      | Templul Norilor Albi (daoistic) |       |
| Wanfo tang, Kongshui tang shike ji ta 万佛堂、孔水洞石刻及塔 | 5-200    | Beijing shi 北京市      | Wanfotang (Hala celor 10.000 de Buddha), Statui și pagodă din peștera Kongshui                                                           |       |
| Fayuan si 法源寺                                             | 5-201    | Beijing shi 北京市      | Fayuan-Tempel |       |
| Xiannongtan 先农坛                                           | 5-202    | Beijing shi 北京市      | Tempel/Altar der Früheren Landmänner |       |
| Biyun si 碧云寺                                              | 5-203    | Beijing shi 北京市      | Biyun-Tempel |       |
| Dahui si 大慧寺                                              | 5-204    | Beijing shi 北京市      | Dahui-Tempel |       |
| Shi fangpu jue si 十方普觉寺                                 | 5-205    | Beijing shi 北京市      | Wofo-Tempel (Tempel des Schlafenden Buddha)                                                                                              |       |
| Qingjing Huacheng ta 清净化城塔                              | 5-206    | Beijing shi 北京市      | Qingjing Huacheng Pagode (Westlicher Gelber Tempel)                                                                                      |       |
| Changcheng 长城                                              | 5-442    | kuasheng qushi 跨省区市 | Große Mauer |       |
| Dongjiaominxiang shiguan jianzhuqun 东交民巷使馆建筑群       | 5-474    | Beijing shi 北京市      | Gebäude des Quartiers der Gesandtschaften                                                                                                |       |
| Wei ming Hu Yan yuan jianzhu 未名湖燕园建筑                  | 5-475    | Beijing shi 北京市      | (Yanjing-Universität) |       |
| Qinghua daxue zaoqi zhujian 清华大学早期建筑                 | 5-476    | Beijing shi 北京市      | Frühe Gebäude der Qinghua-Universität |       |
| Yuan dadu chengqiang yizhi 元大都城墙遗址                    | 6-1      | Beijing shi 北京市      | Stadtmauer aus der Mongolen-Zeit |       |
| Shizi si yizhi 十字寺遗址                                    | 6-2      | Beijing shi 北京市      | Kreuz-Tempel (Shizi-Tempel) |       |
| Jinling 金陵                                                 | 6-221    | Beijing shi 北京市      | |       |
| Li Madou he waiguo chuanjiaoshi mudi 利玛窦和外国传教士墓地  | 6-222    | Beijing shi 北京市      | Grabstätte von Matteo Ricci und anderen ausländischen Missionaren (Jesuitenfriedhof)                                                     |       |
| Yuan Chonghuan mu ji ci 袁崇焕墓和祠                         | 6-223    | Beijing shi 北京市      | Grab und Ahnentempel des Yuan Chonghuan                                                                                                  |       |
| Cheng'en si 承恩寺                                           | 6-298    | Beijing shi 北京市      | Cheng'en-Tempel |       |
| Ditan 地坛                                                   | 6-299    | Beijing shi 北京市      | Erdaltar |       |
| Deshengmen jianlou 德胜门箭楼                                | 6-300    | Beijing shi 北京市      | Wachturm des Deshengmen (Stadttor) |       |
| Yuetan 月坛                                                  | 6-301    | Beijing shi 北京市      | Mondaltar |       |
| Zhongnanhai 中南海                                           | 6-302    | Beijing shi 北京市      | Park- und Gebäudekomplex Zhongnanhai |       |
| Dajue si 大觉寺                                              | 6-303    | Beijing shi 北京市      | Dajue-Tempel (Tempel der großen Erleuchtung)                                                                                             |       |
| Ritan 日坛                                                   | 6-304    | Beijing shi 北京市      | Sonnenaltar |       |
| Jingming yuan 静明园                                         | 6-305    | Beijing shi 北京市      | Jingming-Park (Garten der Vollkommenheit und des Lichts)                                                                                 |       |
| Jianruiying yanwu ting 健锐营演武厅                          | 6-306    | Beijing shi 北京市      | |       |
| Wanshou si 万寿寺                                            | 6-307    | Beijing shi 北京市      | Wanshou-Tempel (Tempel des Langen Lebens )                                                                                               |       |
| Guanyue miao 关岳庙                                          | 6-308    | Beijing shi 北京市      | Guanyue-Tempel |       |
| Chun qinwang fu 醇亲王府                                     | 6-309    | Beijing shi 北京市      | Villa des Prinzen Chun (Yixuan) |       |
| Guangji si 广济寺                                            | 6-310    | Beijing shi 北京市      | Guangji-Tempel |       |
| Bolin si 柏林寺                                              | 6-311    | Beijing shi 北京市      | Bolin-Tempel |       |
| Cuandixia cun gu jianzu qun 爨底下村古建筑群                 | 6-312    | Beijing shi 北京市      | Alte Gebäude des Dorfes Cuandixia |       |
| Anhui huiguan 安徽会馆                                       | 6-313    | Beijing shi 北京市      | Anhui huiguan |       |
| Baoguo si 报国寺                                             | 6-314    | Beijing shi 北京市      | Baoguo-Tempel |       |
| Jing-Hang dayunhe 京杭大运河                                 | 6-810    | kuasheng qushi 跨省区市 | Kaiserkanal |       |
| Jingshi daxue tang Fenke daxue jiuzhi 京师大学堂分科大学旧址 | 6-874    | Beijing shi 北京市      | Metropolitan University (die spätere Peking-Universität)                                                                                 |       |
| Qing lujunbu he haijunbu jiuzhi 清陆军部和海军部旧址         | 6-875    | Beijing shi 北京市      | Ehemaliges Hauptquartier des Heeres und der Marine in der Qing-Zeit                                                                      |       |
| Yasili tang 亚斯立堂                                         | 6-876    | Beijing shi 北京市      | Chongwenmen-Kirche (Asbury Church der Amerikanischen Methodisten)                                                                        |       |
| Qing nongshi shiyanchang jiuzhi 清农事试验场旧址             | 6-877    | Beijing shi 北京市      | Zoo Peking |       |
| Xishiku jiaotang 西什库教堂                                  | 6-878    | Beijing shi 北京市      | Xishiku-Kirche |       |
| Guoli Meng Zang xuexiao jiuzhi 国立蒙藏学校旧址              | 6-879    | Beijing shi 北京市      | Staatliche Schule der Mongolen und Tibeter (s.a. Zentrale Universität für Nationale Minderheiten und deren angeschlossene Institutionen) |       |
| Beijing guohui jiuzhi 北京国会旧址                           | 6-880    | Beijing shi 北京市      | Ehemaliges Pekinger Kongreßgebäude |       |
| Jingshi nüzi shifan xuetang jiuzhi 京师女子师范学堂旧址      | 6-881    | Beijing shi 北京市      | (s.a. Experimental High School Attached to Beijing Normal University)                                                                    |       |
| Guomin zhengbu yinshua ju jiuzhi 国民政府财政部印刷局旧址    | 6-882    | Beijing shi 北京市      | |       |
| Dazhalan shangye jianzhu 大栅栏商业建筑                      | 6-883    | Beijing shi 北京市      | Gebäude der Geschäftsstraße Dazhalan |       |
| Xiehe yixueyuan jiuzhi 协和医学院旧址                        | 6-884    | Beijing shi 北京市      | Peking Union Medical College, Tsinghua University                                                                                        |       |
| Beiping tushuguan jiuzhi 北平图书馆旧址                      | 6-885    | Beijing shi 北京市      | Alte Pekinger Bibliothek (Chinesische Nationalbibliothek)                                                                                |       |
| Xinhai Luanzhou qiyi jinian yuan 辛亥滦州起义纪念园          | 6-886    | Beijing shi 北京市      | Mahnmal des Luanzhou-Aufstandes (1911)                                                                                                   |       |
| Sun Zhongshan xingguan 孙中山行馆                            | 6-887    | Beijing shi 北京市      | Pekinger Wohnsitz von Sun Yat-sen |       |
| Beijing Lu Xun jiuju 北京鲁迅旧居                            | 6-888    | Beijing shi 北京市      | Alter Pekinger Wohnsitz von Lu Xun (Wohnsitz - Locuință)                                                                                 |       |